# SMLR1
SMLR1 (англ. Small leucine rich protein 1) – білок, який кодується однойменним геном, розташованим у людей на 6-й хромосомі. Довжина поліпептидного ланцюга білка становить 107 амінокислот, а молекулярна маса — 12 312.
| 10         |  | 20         |  | 30         |  | 40         |  | 50         |
| ---------- |  | ---------- |  | ---------- |  | ---------- |  | ---------- |
| MLSKGRSPRR |  | KQVQTQRKAA |  | LVLSVTPMVP |  | VGSVWLAMSS |  | VLSAFMRELP |
| GWFLFFGVFL |  | PVTLLLLLLI |  | AYFRIKLIEV |  | NEELSQNCDR |  | QHNPKDGSSL |
| YQRMKWT    |  |            |  |            |  |            |  |            |

A: Аланін

C: Цистеїн

D: Аспарагінова кислота

E: Глутамінова кислота

F: Фенілаланін

G: Гліцин

H: Гістидин

I: Ізолейцин

K: Лізин

L: Лейцин

M: Метіонін

N: Аспарагін

P: Пролін

Q: Глутамін

R: Аргінін

S: Серин

T: Треонін

V: Валін

W: Триптофан

Локалізований у мембрані.